# Maxillaria chlorantha
Maxillaria chlorantha är en orkidéart som beskrevs av John Lindley. Maxillaria chlorantha ingår i släktet Maxillaria och familjen orkidéer. Inga underarter finns listade i Catalogue of Life.